# 중세 토너먼트

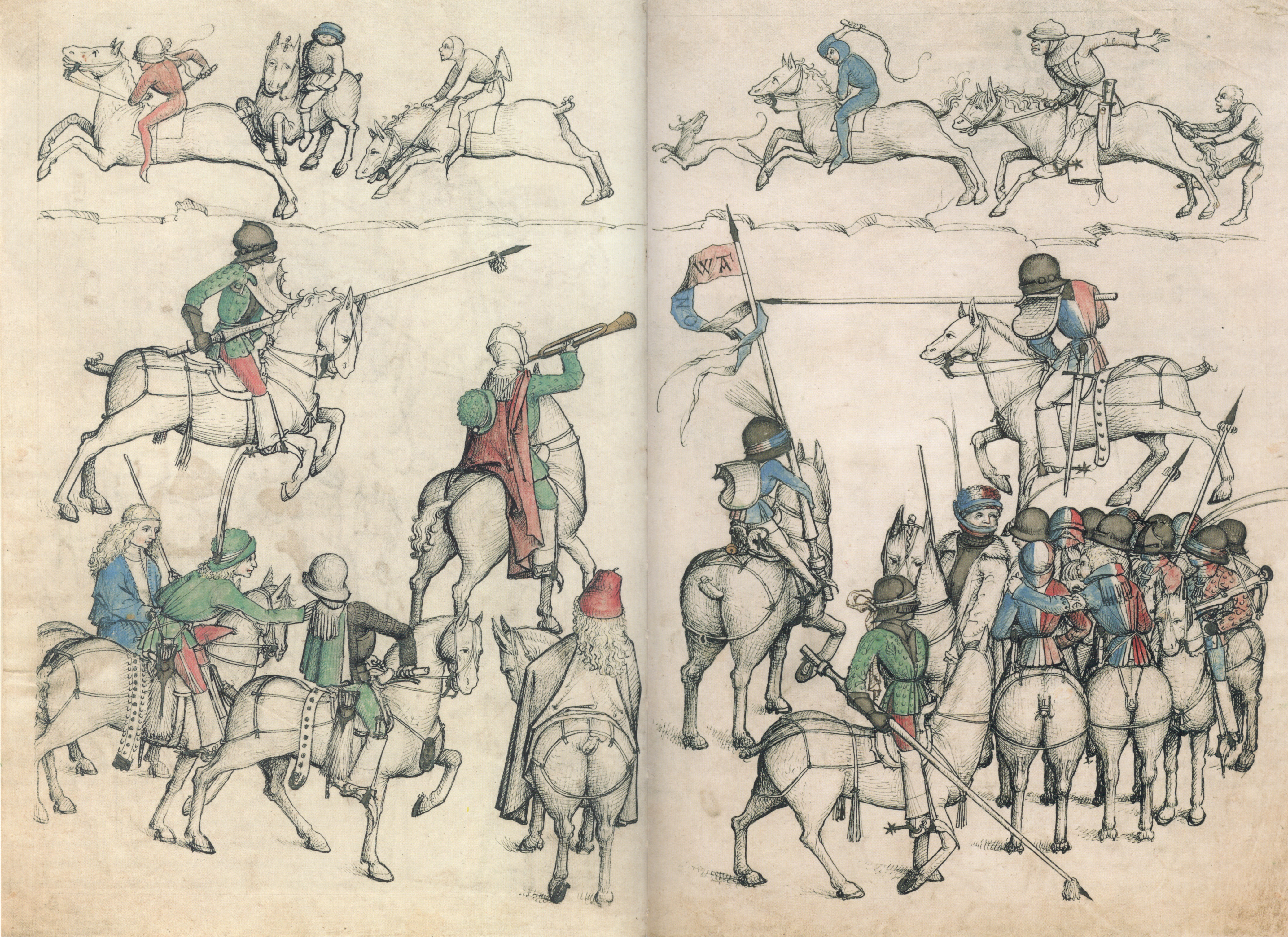
1480년경 독일의 토너먼트.

중세의 토너먼트(영어: tournament, 프랑스어: torneiement)는 중세에서 문예부흥기(12세기 ~ 16세기)에 걸쳐 행해진 모의전이며 또 동시에 무술대회이다. 유명한 마상창시합도 토너먼트의 일부이다.

## 같이 보기
- 기사 (군사)
- 혼전